# درونایا رازیزدا ابراهیموو
درونایا رازیزدا ابراهیموو (انگلیسی: Derevnya razyezda Ibragimovo) یک شهرک در شهرستان کارماسکالینسکی استان باشقیرستان کشور روسیه است.